# Hypotrachyna meridiensis
Hypotrachyna meridiensis är en lavart som beskrevs av Hale & Lopez. Hypotrachyna meridiensis ingår i släktet Hypotrachyna och familjen Parmeliaceae.   Inga underarter finns listade i Catalogue of Life.